# Daniel Risch
Daniel Risch (n. 5 martie 1978, Grabs⁠(d), Cantonul St. Gallen, Elveția) este un politician din Liechtenstein, care a deținut funcția de prim-ministru al Principatului Liechtenstein între 2021 și 2025. Anterior, între 2017 și 2021, a fost viceprim-ministru în guvernul condus de Adrian Hasler⁠(d).

## Cariera
Risch a urmat cursurile Liceului din Vaduz (Liechtensteinisches Gymnasium) între 1990 și 1998, obținând bacalaureatul în domeniul afacerilor. Ulterior, a studiat administrarea afacerilor la universitățile elvețiene din St. Gallen și Zürich, precum și la Universitatea „Ludwig-Maximilian” din München, în perioada 1999–2003. A absolvit Universitatea din Zürich cu o diplomă în economie.
În 2004, Risch a început studiile doctorale în informatică economică la Universitatea din Freiburg, iar între 2006 și 2007 a fost cercetător invitat la Universitatea din Melbourne, în cadrul unui stagiu de cercetare. În aceeași perioadă, a predat ca lector la Universitatea de Științe Aplicate din Elveția de Nord-Vest. Și-a finalizat studiile la Freiburg în 2007, obținând titlul de doctor în științe economice.
Începând cu 2007, a ocupat funcțiile de manager de proiect, șef al departamentului de vânzări și director de marketing la compania de consultanță în e-business Unic AG, în Zürich și Berna. Între 2015 și 2017, înainte de a intra în politică, a fost director de marketing la Liechtensteinische Post.
În perioada 2015–2017, a fost membru al consiliului de administrație al unui forum din Liechtenstein dedicat tehnologiei informației și comunicațiilor (IKT Forum Liechtenstein).

## Prim-ministru al Liechtensteinului
În urma alegerilor generale din Liechtenstein din 2017, a fost desemnat viceprim-ministru al Principatului Liechtenstein într-un guvern de coaliție cu Partidul Cetățenilor Progresiști. În această funcție, a deținut și portofoliul de ministru al infrastructurii, economiei și sportului. Alegerile generale din 2021 au avut ca rezultat o egalitate aproape perfectă între Uniunea Patriotică și Partidul Cetățenilor Progresiști, iar la 25 martie 2021, Risch a fost numit prim-ministru al Liechtensteinului, conducând un nou guvern de coaliție împreună cu Sabine Monauni⁠(d), lidera Partidului Cetățenilor Progresiști.
Risch a susținut consolidarea cooperării și integrării dintre Uniunea Europeană și Asociația Europeană a Liberului Schimb, precum și progrese suplimentare în reducerea emisiilor de gaze cu efect de seră. Guvernul său a coordonat sprijinul acordat de Liechtenstein Ucrainei după declanșarea invaziei ruse din februarie 2022. A fost semnatar al summitului pentru pace în Ucraina din iunie 2024.
Între noiembrie 2023 și mai 2024, Liechtenstein a deținut președinția Comitetului Miniștrilor al Consiliului Europei, condusă de ministrul de externe Dominique Hasler⁠(d). Împreună cu aceasta, Risch a inițiat, în primăvara anului 2024, proiectul Cartea Europei, finanțat de guvern, pe durata președinției Liechtensteinului la Consiliul Europei. În cadrul proiectului, șefii de guvern ai celor 46 de state membre au fost invitați să își exprime, în scris, gândurile și viziunea despre Europa, 33 dintre aceștia răspunzând invitației. Cartea a fost publicată în februarie 2025.
În timpul mandatului său, în noiembrie 2022, Landtag-ul Liechtensteinului a adoptat o moțiune prin care solicita guvernului să introducă un proiect de lege pentru legalizarea căsătoriei între persoane de același sex, susținută pe scară largă de întreg spectrul politic. Proiectul de lege a fost introdus în februarie 2024 și a trecut de ultima lectură în Landtag la 16 mai 2024, cu 24 de voturi pentru și unul împotrivă.
A fost un susținător important al aderării Liechtensteinului la Fondul Monetar Internațional, iar guvernul său a inițiat procedurile de aderare în 2024. Liechtenstein a devenit membru al FMI la 21 octombrie 2024, în urma unui referendum reușit desfășurat în luna precedentă.
În februarie 2024, Risch a anunțat că nu va candida pentru realegere la alegerile generale din 2025. A fost succedat de Brigitte Haas⁠(d) la 10 aprilie 2025.

## Viața personală
Din 2009, Risch este membru în Comitetul Fondator, Comitetul de Organizare și în Corpul de Patronaj al festivalului FL1.LIFE din Schaan.
Este căsătorit cu Jasmin Schädler (născută la 20 octombrie 1974) și au împreună doi copii. Locuiește în Triesen⁠(d).

## Distincții
Austria: Mare Decorație de Onoare în Aur (2024)